# Marco Polo (seriál)
Marco Polo je americký dramatický seriál inspirovaný prvními lety cestovatele Marca Pola na dvoře Kublaje, chána Mongolské říše a zakladatele dynastie Jüan (1271–1368). Seriál měl premiéru na serveru Netflix 12. prosince 2014. Autorem je John Fusco a vystupují v něm Lorenzo Richelmy v titulní roli a Benedict Wongem jako Kublaj-Chán. 7. ledna 2015 se společnost Netflix rozhodla pro objednání druhé řady s 10 epizodami, která měla premiéru 1. července 2016.
12. prosince 2016 Netflix oznámil, že po dvou sezónách ukončí produkci Marca Pola. Zdroje The Hollywood Reporter tvrdí, že příčinou byla finanční ztráta Netflixu čítající 200 milionů dolarů.

## Obsazení
- Lorenzo Richelmy jako Marco Polo, italský kupec cestující do Číny se svým otcem a strýcem, který je ponechán na dvoře chána, postupně stoupající v hierarchii chánových podřízených
- Benedict Wong jako Kublaj chán, pátý chán Mongolské říše.
- Joan Chen jako Chabi, císařovna dynastie Jüan[5]
- Pierfrancesco Favino jako Niccolò Polo, Otec Marca
- Rick Yune jako Kaidu, chánův bratranec a rival, vůdce chanátu Ögedej
- Amr Waked jako Yusuf,[6] chánův regent a kancléř
- Remy Hii jako prince Jingim, chánův syn a dědic
- Zhu Zhu jako Nergui/Kokachin, služebnice Modré Princezny z mongolského kmene Bayaut, která se přestrojila za Kokachin a později se provdala za Jingima
- Tom Wu jako Hundred Eyes, slepý taoistický mnich a sifu Jingima a Marca Pola
- Mahesh Jadu jako Ahmad, perský muslim z Bukhary a chánův ministr financí a adoptovaný syn
- Olivia Cheng jako Mei Lin, konkubína císaře Lizong dynastie Sung a talentovaná bojovnice
- Uli Latukefu jako Byamba, chánův levoboček a generál mongolské hordy i císařské armády
- Chin Han jako Jia Sidao, bratr Mei Lin a kancléř císařů dynastie Sung[7]
- Ron Yuan jako Nayan, princ klanu Bordžiginiů a nestoriánský křestaň
- Claudia Kim jako Khutulun, Kaiduova dcera a protežované dítě, manželka Byamby a vynikající bojovnice
- Jacqueline Chan jako Shakana, Kaiduova matka
- Leonard Wu jako Orus, syn Kaidua, který doufá, že bude jmenován dědicem namísto své sestry Khutulun
- Gabriel Byrne jako papež Řehoř X.
- Michelle Yeoh jako Lotus, ustanovená ochránkyně chlapce-císaře dynastie Sung

## Vysílání
| Řada | Díly    | Premiéra na Netflixu                          |
| ---- | ------- | --------------------------------------------- |
| 1    | 10 (+1) | 12. prosince 2014 26. prosince 2015 (speciál) |
| 2    | 10      | 1. července 2016                              |

## Produkce
Poté, co se snaha filmovat v Číně nezdařila, byl projekt přebrán The Weinstein Company. Netflix natočil desetidílnou sérii za přibližně 90 milionů dolarů, což z ní dělá jednu z nejdražších televizních show na světě, konkrétně druhou po Hře o trůny. Projekt byl oficiálně oznámen na Netflix v lednu 2014. Seriál byl točen v Itálii, Kazachstánu a v Pinewood Studios v Malajsii.
Kaskadér Ju Kun pracoval na show po boku soubojového choreografa Bretta Chana, ale se zmizením Letu MH370 Malaysia Airlines během preprodukce se stal nezvěstným.
Během rozsáhlých příprav show její tvůrce John Fusco cestoval na koni po Hedvábné stezce a také překročil duny Ming Sha v západní Číně na velbloudovi. V Benátkách hledal a studoval poslední vůli a závěť Marca Pola. Zatímco někteří mongolští diváci a odborníci označily sérii jako "prošpikovanou historickými nepřesnostmi", jiní sérii chválili. Orgil Narangerel, který hrál Čingischána v dokumentárním filmu BBC uvedl, že je přesnější než předchozí zahraniční ztvárnění mongolské kultury.

### Hudba
Série představila hudbu mongolské kapely Altan Urag a Batzorig Vaanchig z Asia's Got Talent. Daniele Luppi složila hlavní téma, zatímco Peter Nashel a Eric V. Hachikian jsou skladatelů původních notových podkladů.

## Přijetí
První sezóna Marco Polo se setkala s negativními recenzemi od kritiků. Na Rotten Tomatoes měla první sezóna hodnocení 24%, na základě 33 recenzí, průměrné hodnocení 4,7/10. Na Metacritic měla první sezóna skóre 48 z 100 na základě 21 hodnocení kritiků, což znamená "smíšené recenze".
Dne 23. března 2015, Prezident Mongolska Cachjagín Elbegdordž předal Johnu Fuscovi a týmu okolo seriálu ocenění, vyzdvihující kladné vyobrazení a globální prezentaci mongolských reálií. Fusco sám popsal seriál jako historickou fikci, na základě zdrojů benátského cestovatele Marca Pola.